# Xote
El xote es un ritmo y estilo de baile brasileño para parejas o grupos de cuatro, la equivalente local del chotis, lo que es de origen alemán. Xote es un tipo común de ejecución de bailes de la categoría de forró
El apodo del baile es una corrupción del término alemán Schottisch, que significa «escocés». Es una homenaje a la polca escocesa. El Schottisch fue traído al Brasil por José Maria Toussaint, en 1851, y se convirtió en un baile de la clase alta durante el reinado del Emperador Don Pedro II. Entonces esclavos negros hicieron sus propias versiones del baile, añadiendo sus propias influencias, convirtiéndose en un baile más popular y conocido. Es desde esa época que se conoce al estilo como «xote» o «xótis».
El xote es un baile muy versátil, y tiene unos cuantos tipos locales, como la versión sureña (xote gaúcho).